# Bichos raros
Bichos Raros es una serie de televisión chilena-argentina, producida por Parox Producciones, Atuel Producciones y Terranova. Es emitida desde el 3 de marzo de 2018 en Televisión Pública Argentina, Televisión Nacional de Chile y TV Chile. La serie fue creada por Manuela Infante, Daniel Castro y Andrea Cordones. Es dirigida por Cristián Jiménez y Matías Bertilotti. Asimismo, es protagonizada por Camila Mateos, Lucas Sáez, Paulina Moreno, Andrew Bargsted, Mariana Loyola y Gerardo Chendo.
La serie se adjudicó su financiamiento por parte del Instituto Nacional del Cine y Artes Audiovisuales (INCAA), gracias a un fondo de fomento a proyectos audiovisuales en la categoría de coproducción internacional. Además, cuenta con el patrocinio del proyecto Valdivia Capital Americana de la Cultura 2016. Las grabaciones de Bichos raros se iniciaron en Buenos Aires en diciembre de 2015, comenzando su rodaje en Chile, específicamente en Valdivia, el 11 de enero de 2016, para finalizar el 17 de marzo de ese año.

## Sinopsis
Bichos Raros presenta la historia de Verónica (Mariana Loyola), una entomóloga chilena dedicada a estudiar a los insectos, cuya vida ha desarrollado en Buenos Aires, ciudad en donde postergó su profesión para formar su familia y centrarse en la crianza de sus hijas; Alicia (Camila Mateos), de 15 años, y la menor de once. Sus vidas dan un vuelco importante, cuando Verónica gana una beca de investigación que los obliga a todos a mudarse a Chile y a la ciudad de Valdivia, abandonando la acomodada vida que llevaban en el país vecino. El esposo de Verónica (Gerardo Chendo), un relator deportivo famoso y muy querido al otro lado de la cordillera, decide apoyarla, y los cuatro integrantes se instalan en la ciudad sureña.

## Reparto
- Camila Mateos como Alicia Mancinelli.
- Mariana Loyola como Verónica.
- Gerardo Chendo como Gustavo Mancinelli.
- Lucas Sáez como Esteban.
- Cristián Carvajal como Hernán
- Daniela Juchnowicz como Manuela Mancinelli.
- Victoria Almeida como Malena Mancinelli.
- Adriana Aizemberg como Donata Pedrelli.
- Paulina Moreno como Clara.
- Stefania Koessl como Camila
- Andrew Bargsted como Pablo.
- Alicia Rodríguez como Sabine.
- Agustín Daulte como Nicolás.
- Samuel González como Mauro.
- Vanessa Ramos
- Omar Mattar como Horacio.
- Carlos Tampe Prochelle como Javier.
- Gerardo Oettinger Searle como Gerardo.
- Paulina Eguiluz como Catalina.
- Facundo Posincovich

## Premios y nominaciones
| Año  | Premio           | Categoría               | Nominado       | Resultado |
| ---- | ---------------- | ----------------------- | -------------- | --------- |
| 2019 | Premios Caleuche | Mejor actriz de soporte | Paulina Moreno | Nominada  |